# Latente Nederlanders
Latente Nederlanders zijn een groep mensen met ouders van verschillende nationaliteiten en verschillende rechten met betrekking tot het kiezen van een nationaliteit doordat binnen het Nederlandse nationaliteitsrecht tot 2010 ongelijkheid was tussen de rechten van mannen en vrouwen.

## Latente Nederlanders
Vóór 1985 was het volgens de Nederlandse nationaliteitswetgeving voor een Nederlandse vrouw niet mogelijk om haar Nederlandse nationaliteit door te geven aan haar kinderen. De kinderen verwierven automatisch de nationaliteit van hun vader. Omdat een Nederlandse vrouw voor 1964 in beginsel haar eigen nationaliteit verloor bij het aangaan van een huwelijk met een buitenlandse man, was het ook geen groot probleem dat kinderen de nationaliteit van de vader kregen, dit was immers dezelfde nationaliteit als die de vrouw inmiddels had aangenomen.
Door een wetswijziging, die op 1 maart 1964 in werking trad, verloor een Nederlandse vrouw niet meer direct haar Nederlandse nationaliteit bij het aangaan van een huwelijk met een buitenlandse man. Hierdoor was het mogelijk dat een gezin bestond uit mensen met verschillende nationaliteiten. Een voorbeeld, een Nederlandse vrouw trouwt in 1970 met een Canadese man. Ze besluit haar Nederlandse nationaliteit te behouden. Twee jaar later krijgen ze een kind. Dit kind verkrijgt de Canadese nationaliteit. Hierdoor bestaat het gezin uit personen met verschillende nationaliteiten, de vader en het kind bezitten de Canadese nationaliteit, terwijl de moeder Nederlandse is. Dit was om praktische redenen niet erg gewenst.
Vanaf de inwerkingtreding van de Rijkswet op het Nederlanderschap (RWN 1985) op 1 januari 1985 is het voor een Nederlandse vrouw mogelijk om haar Nederlandse nationaliteit door te geven aan haar kinderen. Kinderen geboren op of na 1 januari 1985 verkregen dus bij geboorte de nationaliteit van zowel de vader als van de moeder. Voor kinderen geboren voor 1 januari 1985 gold deze regeling niet. De nieuwe regeling ging in vanaf het moment van de inwerkingtreding van de Rijkswet. Voor de kinderen, geboren voor 1 januari 1985 uit een Nederlandse moeder en een buitenlandse vader,werd een overgangsregeling getroffen die is vastgelegd in artikel 27 lid 2 RWN 1985. Indien men de leeftijd van 21 jaar nog niet had bereikt, en niet gehuwd was of gehuwd was geweest, dan was het mogelijk om binnen drie jaar na de inwerkingtreding van de Rijkswet het Nederlanderschap te verkrijgen door middel van het afleggen van een optieverklaring. De optieverklaring kon worden uitgebracht vanaf 1 januari 1985 tot en met 31 december 1987. Een optieverklaring is een verklaring die iemand vrijwillig aflegt om het Nederlanderschap te verkrijgen. De optieverklaring is vastgelegd in artikel 6 RWN 1985 en is opgedeeld in verschillende categorieën, aan iedere categorie zijn vereisten verbonden waaraan moet worden voldaan voor de optieverklaring wordt ingenomen door de daartoe bevoegde ambtenaar.
De optieregeling was echter bij veel mensen niet bekend, waardoor veel Nederlandse moeders te laat waren om voor hun minderjarige kinderen te opteren voor het Nederlanderschap.

### Verdrag inzake de nationaliteit van de gehuwde vrouw
Op 22 februari 1957 kwam in New York het Verdrag inzake de nationaliteit van de gehuwde vrouw tot stand. Doel van dit Verdrag is vrouwen een zelfstandigere positie te geven binnen het nationaliteitsrecht. Dit verdrag is tot stand gekomen op basis van artikel 15 van de Universele Verklaring van de Rechten van de Mens. Daarin staat dat iedereen recht heeft op een nationaliteit en dat aan niemand de nationaliteit zomaar mag worden ontnomen.
In het Verdrag staat dat vrouwen volledig zelfstandig een nationaliteit bezitten en dat de nationaliteit van de vrouw niet zomaar kan veranderen door bijvoorbeeld in het huwelijk te treden met een partner met een andere nationaliteit. Vrouwen moeten dus hun eigen nationaliteit kunnen behouden, ook wanneer zij in het huwelijk treden met een buitenlandse man. Omdat er ook vrouwen zijn die graag de nationaliteit van hun echtgenoot aan willen nemen hebben de deelnemende Staten tijdens het opstellen van dit Verdrag besloten dat er voor vrouwen een versnelde naturalisatie procedure moest komen. Deze procedure zorgt ervoor dat de echtgenote door middel van een versnelde procedure de nationaliteit van haar echtgenoot verkrijgt. De mogelijkheid voor een versnelde naturalisatie procedure is vastgelegd in artikel 3 van dit Verdrag.
Nederland heeft dit Verdrag erkend en bekrachtigd in 1963. Op 1 maart 1964 trad er in Nederland een wetswijziging in werking die het mogelijk maakte voor vrouwen hun nationaliteit te behouden bij het aangaan van een huwelijk met een buitenlandse partner.

### VN Vrouwenverdrag
Het Verdrag inzake de Uitbanning van alle Vormen van Discriminatie van Vrouwen (VN Vrouwenverdrag) kwam tot stand op 18 december 1979. Artikel 9 van dit Verdrag verbiedt het maken van onderscheid met betrekking tot de nationaliteit. Het artikel bepaalt dat vrouwen gelijke rechten hebben als mannen met betrekking tot nationaliteitsrechtelijke kwesties. Deze regeling werkt ook door op de kinderen. In het VN Vrouwenverdrag is dus bepaald dat niet alleen mannen maar ook vrouwen hun nationaliteit kunnen doorgeven aan hun kinderen.
Het VN Vrouwenverdrag heeft ervoor gezorgd dat er in de nieuwe Rijkswet op het Nederlanderschap, die op 1 januari 1985 in werking trad, werd opgenomen dat vanaf 1 januari 1985 Nederlandse moeders hun Nederlandse nationaliteit bij geboorte automatisch aan hun kinderen doorgaven.

## Rijkswet op het Nederlanderschap 1985
Op 1 januari 1985 trad de nieuwe Rijkswet op het Nederlanderschap in werking. In deze Rijkswet was in artikel 3 opgenomen, dat Nederlandse vaders én Nederlandse moeders het Nederlanderschap automatisch aan hun kinderen doorgaven bij hun geboorte. Door het invoeren van een dergelijke regeling werd voldaan aan de internationale verplichtingen die voortkwamen uit onder andere het VN Vrouwenverdrag. De Nederlandse regering dacht hiermee de verschillen tussen mannen en vrouwen in het Nederlandse nationaliteitsrecht te hebben opgelost.
Omdat moeders de nationaliteit aan hun kinderen slechts konden doorgeven indien de kinderen waren geboren na de inwerkingtreding van deze wet, dus na 1 januari 1985, moest er een regeling worden bedacht voor de kinderen geboren vóór deze datum.
De regering heeft destijds voor een overgangsbepaling gekozen. Een overgangsbepaling wordt vaak gebruikt bij het invoeren van een nieuwe wet als er een wetsbepaling wordt veranderd die grote gevolgen heeft of kan hebben. De regering besloot in 1985 om een driejarige optieregeling in het leven te roepen waarin Nederlandse moeders en hun kinderen konden opteren voor het Nederlanderschap. De overheid was bang dat een groot aantal “vreemdelingen” de Nederlandse nationaliteit zou krijgen indien ze de nieuwe regeling niet door middel van een overgangsbepaling in zou voeren, maar zou laten terugwerken op alle kinderen, geboren voor 1 januari 1985 uit een Nederlandse moeder en een buitenlandse vader. Door de overgangsbepaling konden mensen zelf beslissen of ze het Nederlanderschap wilden aannemen.
Aan deze mogelijkheid is echter niet veel bekendheid gegeven. Veel Nederlandse vrouwen, met name in het buitenland, wisten niet af van de mogelijkheid te kunnen opteren voor het Nederlanderschap voor hun minderjarige kinderen. Veel Nederlandse vertegenwoordigingen volstonden destijds met het plaatsen van een affiche in de wachtruimten. Tussen 1985 en 1988 was het echter nog mogelijk om je paspoort schriftelijk te laten verlengen. Bovendien is een Nederlands paspoort vijf jaar geldig. Veel Nederlandse moeders in het buitenland hadden dus geen reden om een Nederlandse vertegenwoordiging te bezoeken.
In Nederland was de nieuwe tijdelijke regeling ook niet echt bekend. Stichting LAWINE kwam erachter dat veel gemeenten hun inwoners niet op de hoogte hadden gesteld van de nieuwe wetsbepaling. De stichting besloot hier verandering in te brengen. Omdat stichting LAWINE door een medewerker van het Ministerie van Buitenlandse Zaken ervan was verzekerd dat de voorlichting in het buitenland wel op orde was, richtte de stichting zich uitsluitend op de in Nederland wonende Nederlandse moeders met een buitenlandse echtgenoot. Door het werk van de stichting was er een duidelijke toename te zien in het aantal optieverzoeken dat werd uitgebracht.

## Internationale uitspraken
In Canada en in de Verenigde Staten zijn uitspraken gedaan door rechters in zaken die een vergelijkbare situatie betroffen als die van de latente Nederlanders in Nederland.
- De uitspraak van de Canadese rechter betrof een Amerikaanse man wiens moeder de Canadese nationaliteit bezat. Omdat hij voor 15 februari 1977 was geboren moest hij een security check ondergaan, een soort onderzoek naar zijn eventuele criminele verleden, en een eed afleggen voor hij de Canadese nationaliteit verkreeg. Hij werd ongelijk behandeld ten opzichte van kinderen geboren na 14 februari 1977, bij wie geen security check werd toegepast en die ook geen eed hoefden af te leggen. De Supreme Court of Canada heeft toen besloten dat kinderen die geboren zijn uit een Canadese moeder en een buitenlandse vader, geboren voor 15 februari 1977, hetzelfde behandeld moeten worden als kinderen geboren voor 15 februari 1977, geboren uit een Canadese vader.
- In Amerika vroegen twee vrouwen, allebei geboren buiten de Verenigde Staten uit een Amerikaanse moeder en een vader met een andere nationaliteit, de Amerikaanse nationaliteit aan. De aanvragen van beide vrouwen werden afgewezen op grond van een Amerikaanse wet, Section 1993 of the Revised Statutes of 1874. Deze wet bepaalde dat de Amerikaanse nationaliteit werd gegeven aan kinderen geboren in het buitenland uit een buitenlandse moeder en een Amerikaanse vader. De Amerikaanse nationaliteit werd niet doorgegeven aan kinderen geboren in het buitenland uit een Amerikaanse moeder en een buitenlandse vader. Deze wet is in 1934 veranderd. Kinderen geboren vanaf de inwerkingtreding van deze wet verkrijgen de Amerikaanse nationaliteit als een van de ouders de Amerikaanse nationaliteit bezit. Omdat beide vrouwen voor de inwerkingtreding van de wet zijn geboren beweerden zij dat vóór deze wetswijziging de gelijke rechten van Amerikaanse vrouwen werden geschonden, omdat hun moeders de nationaliteit niet konden overdragen, terwijl Amerikaanse vaders dat wel konden. Hierin stelde de Supreme Court de vrouwen in het gelijk. De vrouwen verkregen alsnog de Amerikaanse nationaliteit.

## Politieke lobby
Geïnspireerd door deze uitspraken zag een aantal Nederlandse juristen een kans voor kinderen geboren voor 1985 uit een Nederlandse moeder en een buitenlandse vader om alsnog de Nederlandse nationaliteit te verkrijgen.
In april 2006 verscheen er een artikel met de titel “Latente Nederlanders: Discriminatie van kinderen van Nederlandse moeders in het nationaliteitsrecht”, in het Nederlands Juristenblad Met dit artikel beoogden de auteurs meer bekendheid te geven aan de problematiek van deze zogenaamde "latente Nederlanders" en de aandacht te trekken van politiek Den Haag. Dit lukte, in mei 2006 zijn er Kamervragen gesteld aan de minister voor Vreemdelingenzaken en Integratie en aan het ministerie van Buitenlandse Zaken. De term die gebruikt wordt voor kinderen geboren voor 1 januari 1985 uit een Nederlandse moeder en een buitenlandse vader, de latente Nederlanders, is rond deze tijd ontstaan.

## Nieuwe regeling voor de latente Nederlanders
Door de politieke lobby is er in 2006 een politicus opgestaan die zich heeft ingezet voor de latente Nederlanders. Jeroen Dijsselbloem, Tweede Kamerlid voor Partij van de Arbeid, heeft in september 2006 een amendement voor de latente Nederlanders ingediend. Een amendement is een wijziging van, of een toevoeging aan, een wetsvoorstel. Dit amendement werd aanhangig gemaakt bij wetsvoorstel 30166.
Op dat moment was er een wetsvoorstel in behandeling dat ten doel had terroristen strenger aan te pakken en het aantal mensen met een dubbele nationaliteit te verkleinen. Het amendement van Jeroen Dijsselbloem beoogde het verkrijgen van het Nederlanderschap voor latente Nederlanders door middel van een optieverklaring. In februari 2007 diende Jeroen Dijsselbloem een gewijzigd amendement in. Dit amendement was uitgebreider dan het vorige en zag ook toe op de kinderen van latente Nederlanders.
Na de val van kabinet Balkenende III, werd wetsvoorstel 30166 ingetrokken en heeft de nieuwe minister van Justitie een geheel nieuw wetsvoorstel (31 813) naar de Tweede Kamer verzonden.
Het nieuwe wetsvoorstel werd op 12 december 2008 naar de Tweede Kamer gestuurd. In dit wetsvoorstel was een aparte regeling opgenomen voor de latente Nederlanders. De minister besloot hiertoe omdat tijdens het vorige wetsvoorstel, 30166, duidelijk was geworden dat een meerderheid van de Tweede Kamer positief stond tegenover het amendement van de heer Dijsselbloem.
Op 14 januari 2010 werd het wetsvoorstel behandeld in de Tweede Kamer. Op 26 januari 2010 werd er over het wetsvoorstel, en dus ook de in het wetsvoorstel staande regeling voor de latente Nederlanders, gestemd. Het wetsvoorstel werd goedgekeurd en naar de Eerste Kamer gestuurd, vlak voordat kabinet Balkenende IV viel. In juni 2010 heeft de Eerste Kamer de wet aangenomen.